# العقبة (ريمة)
العقبة هي إحدى قرى مديرية السلفية بمحافظة ريمة اليمنية، بلغ تعداد سكانها 1706 نسمة حسب الإحصاء الذي جرى عام 2004.